# Моторна вулиця (Дніпро)
Моторна вулиця — вулиця в Амур-Нижньодніпровському районі Дніпра в місцевості Березанівка.
Починається, як продовження Інгульської вулиці місцевості Кам'янка перед перехрестям з вулицею Злагоди; вулиця непряма з напрямом захід — північний захід; після Моторного провулку праворуч старе кладовище й далі ліворуч Капустино озеро. Частина Моторної вулиці (від перехрестя з Передовою вулицею й до кінця) була складовою автошляху на Кобеляки до побудови обхідного Полтавського шосе з означенням національного автошляху Н31 Дніпро-Решетилівка. В кінці вулиці в неї вливається Полтавське шосе і вона переходить у вулицю Солідарності (до 2016 року — Ленінська вулиця) селища Обухівки.
Довжина вулиці — 4,9 км.

## Перехрестя
- Інгульська вулиця
- Вулиця Злагоди
- Гуртова вулиця
- Моторний провулок
- Трав'яна вулиця
- Провулок Дмитренка
- Арсенальний провулок
- Передова вулиця
- Новоставкова вулиця
- Бережна вулиця
- Полтавське шосе
- Вулиця Солідарності (Обухівка)

## Будівлі
- № 1д — НВО «Приват-Кабель»;
- Старе кладовище після Моторного провулку[2]
- № 141 — Свято-Георгіївський домовий храм ПЦУ;
- № 204в — Свято-Іллінський храм ПЦУ[3].

## Світлини

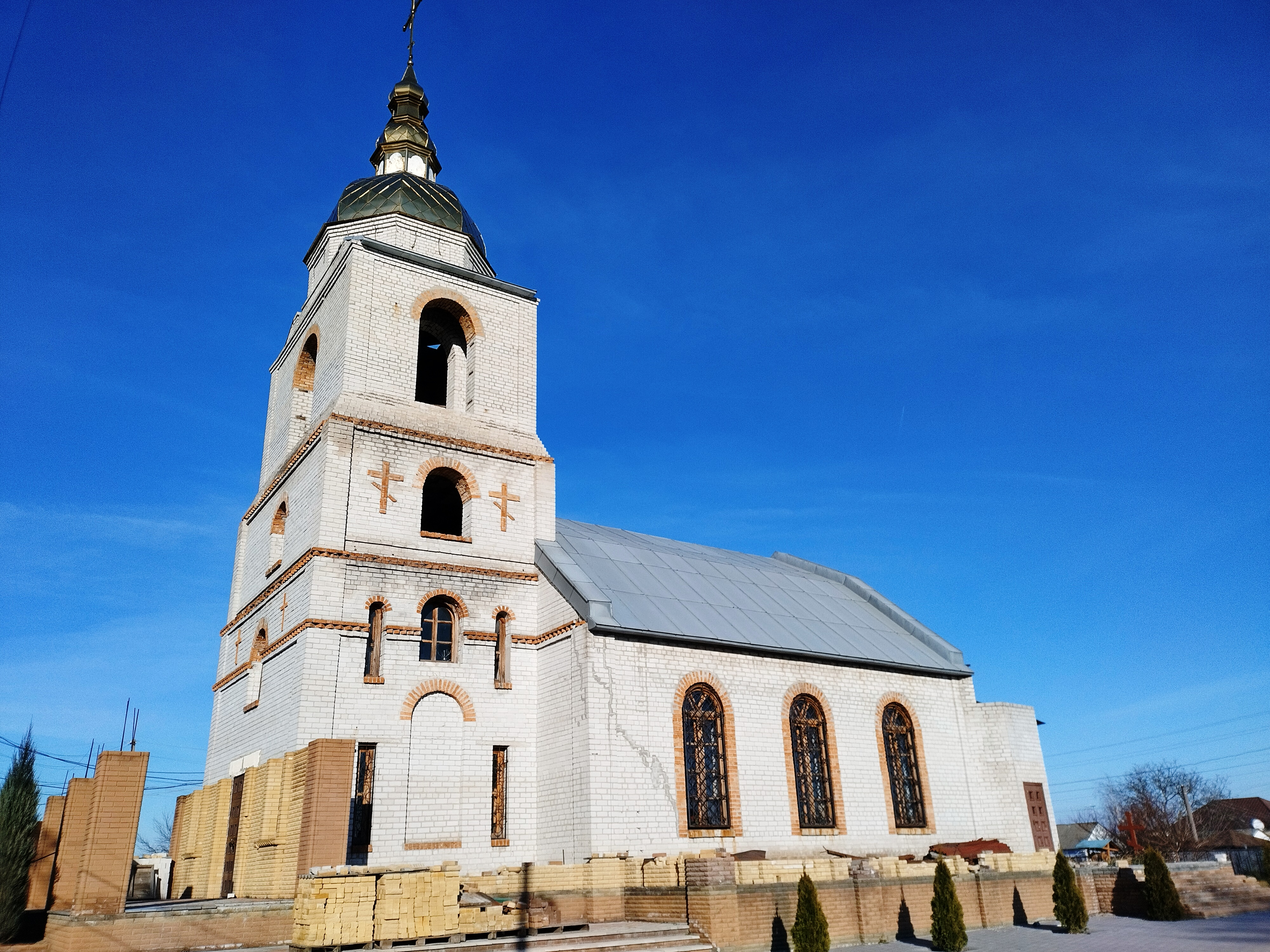
Свято-Іллінський храм
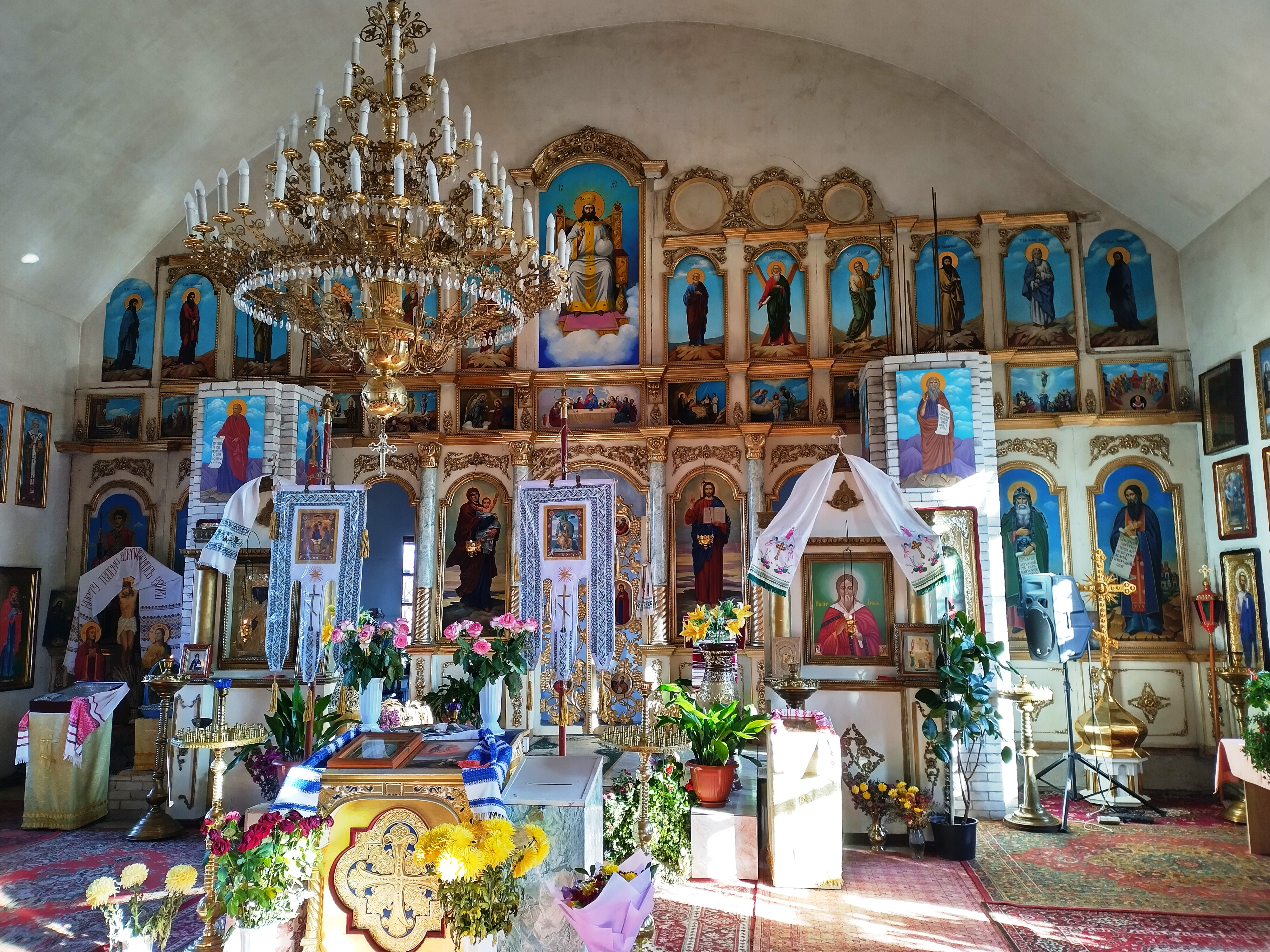
Іконостас Свято-Іллінського храму
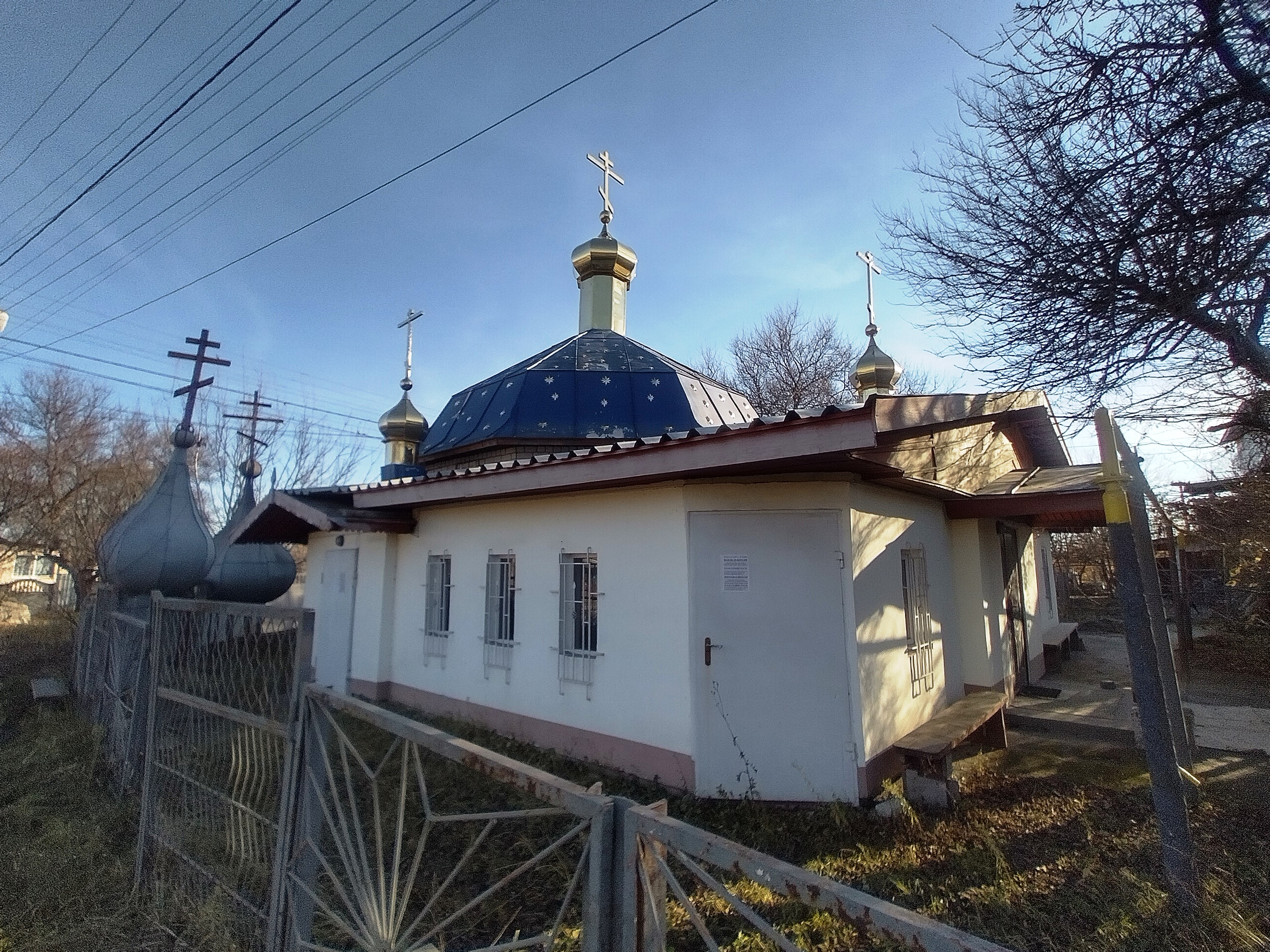
Свято-Георгіївський домовий храм